# Free Alongside Ship
Free Alongside Ship (FAS) é um Incoterm. Significa que o vendedor paga para o transporte das mercadorias até o porto de embarque. O comprador paga os custos de carregamento, transporte, seguro, descarga e custos de transporte a partir do porto de origem para sua fábrica. A transferência do risco ocorre quando as mercadorias forem entregues no cais no porto de embarque.